# Hrabstwo Gannawarra

Hrabstwo Gannawarra na mapie stanu Wiktoria

Hrabstwo Gannawarra (ang. Shire of Gannawarra) – obszar samorządu lokalnego (ang. local government area) położony w północno-zachodniej części stanu Wiktoria. Samorząd powstał w wyniku stanowej reformy samorządowej w 1995 roku z połączenia następujących jednostek: okręgu Kerang i z części hrabstw Cohuna oraz Kerang.
Powierzchnia samorządu wynosi 3732 km² i liczy 11665 mieszkańców (dane z 2006 roku).
Rada samorządu zlokalizowana jest w mieście Kerang, złożona jest z siedmiu członków. Hrabstwo podzielone jest na pięć okręgów wyborcze:
- Avoca
- Bannagher
- Murray
- Wandella
- Yarran

Z okręgów Wandella i Yarran wybieranych jest dwóch radnych z pozostałych po jednym.
W celu identyfikacji samorządu Australian Bureau of Statistics wprowadziło czterocyfrowy kod dla hrabstwa Gannawarra – 2250.